# Eremochlaena
Eremochlaena är ett släkte av fjärilar. Eremochlaena ingår i familjen nattflyn.
Kladogram enligt Catalogue of Life:
| Eremochlaena | \| \| Eremochlaena orana \| \| \| \| \| \| Eremochlaena oranoides \| \| \| \| \| \| Eremochlaena pallidior \| \| \| \| |
|              | \| \| Eremochlaena orana \| \| \| \| \| \| Eremochlaena oranoides \| \| \| \| \| \| Eremochlaena pallidior \| \| \| \| |
|              | Eremochlaena orana |
|              | |
|              | Eremochlaena oranoides                                                                                                 |
|              | |
|              | Eremochlaena pallidior                                                                                                 |
|              | |